# Armando Pego Puigbó
Armando Pego Puigbó (Madrid, 1970) és un catedràtic d'Humanitats de la Facultat de Filosofia de Catalunya (URL) i escriptor.
Es llicencià en Filologia Hispànica el 1993 per la Universitat Complutense de Madrid i es doctorà en Filologia, a la mateixa universitat, el 1997, amb la tesi La propuesta estética de Benjamín Jarnés: un proyecto narrativo dirigida per Antonio García Berrio. Fou becari post-doctoral al The Warburg Institute del University College of London (1999-2001) i a l'Instituto de Lengua Española (CSIC) (2002).
Actualment, ja com a Catedràtic d'Humanitats de la Facultat de Filosofia de Catalunya coordina el Grup d'Investigació consolidat "Filosofia i Cultura". Així mateix, és Director de Comprendre: revista catalana de filosofia. Del 2012 al 2019, va escriure un blog Donna mi prega sota el pseudònim de Guido Cavalcanti. La major part d'entrades són d'aspectes literaris, filosòfics, teològics i eclesiàstics. Ha col·laborat puntualment en mitjans generalistes com La Vanguardia, revistes especialitzades, ressenyat obres de tercers autors i participat habitualment en actes de presentació de llibres i conferències sobre filosofia i religió.

## Publicacions
Llibres
- Poética del monasterio. Madrid, Ediciones Encuentro, 2022.[1][14] ISBN 9788413391205
- El Peregrino absoluto: exegesis de otros lugares comunes. Madrid, Cypress, 2020.[15][1] ISBN  9788412127386

- Memorias de un güelfo desterrado. Sevilla, Vitela Gestión Editorial, 2016.[1]
- Teología güelfa. Sevilla, Vitela Gestión Editorial, 2015.[1]
- XXI Güelfos. Sevilla, Vitela Gestión Editorial, 2014.[1]